# 中野司
中野 司（なかの つかさ、1996年〈平成8年〉10月28日 - ）は、日本のプロバスケットボール選手。兵庫県出身。ポジションはシューティングガード。

## 来歴
報徳学園高校から関西学院大学へ進み、2019年2月にレバンガ北海道と特別指定選手契約を結び、オフに本契約。
2025年オフ、福島ファイヤーボンズに移籍。

## 経歴
- 報徳学園高
- 関西学院大
- レバンガ北海道（2019年〜2025年）
- 福島ファイヤーボンズ（2025年〜）